# Anagallis arvensis subsp. arvensis
Anagallis arvensis subsp. arvensis é uma subespécie de planta com flor pertencente à família Primulaceae. 
A autoridade científica da subespécie é L., tendo sido publicada em Sp. Pl. 148 (1753).
Os seus nomes comuns são erva-do-garrotilho, morrão-vermelho, morrião, morrião-dos-campos ou morrião-vermelho.

## Portugal
Trata-se de uma subespécie presente no território português, nomeadamente em Portugal Continental.
Em termos de naturalidade é nativa da região atrás indicada.

## Protecção
Não se encontra protegida por legislação portuguesa ou da Comunidade Europeia.